# Club Mariscal Castilla
Club Mariscal Castilla fue un club peruano de fútbol, ubicado en el Rimac, en la ciudad de Lima. El club fue fundado en 1950 con el nombre de Club Mariscal Castilla, en honor al caudillo peruano y presidente del Perú Ramón Castilla y jugó en la Primera División de 1958 hasta 1960.

## Historia
Mariscal Castilla del Rímac (con el apodo de Los Loritos o Verdolagas) fue fundado el 2 de junio de 1950 y su primer presidente fue Francisco Ortega Benites. El club subcampeona y asciende de la segunda división provincial de 1952. Luego vuele a subcampeonar la primera división provincial en 1954.
Para la tempordada de 1955, Mariscal Castilla campeona la primera división provincial y su pase a la Liguilla de Ascenso a Segunda División. Pierde contra el club limeño Unidad Vecinal Nº 3 (afiliado en la Liga Provincial del Callao). Al siguiente año, el club vuelve campeonar primera división provincial y seguidamente la Liguilla de Ascenso a Segunda División. Con ello ascendiendo a la Segunda División de 1957. En 1957 disputaba el campeonato de la segunda división junto al Carlos Concha del Callao. Mariscal Castilla mantuvo su ventaja al superar al Atlético Lusitania y al Association Chorrillos en las últimas fechas del torneo, logrando el campeonato. El club subió a primera división en 1958, rompiendo una racha de que los equipos que subían de segunda a primera, volvía a bajar en ese mismo año.
Su primer partido fue contra Deportivo Municipal perdiendo por 5-1, naciendo después una rivalidad con el cuadro edil. Como se estaba acomodando a jugar a primera división, tuvo una serie se derrotas. Luego un empate 1-1 con Mariscal Sucre (2.ª rivalidad).
Seis fechas sólo con un punto; sin embargo con el partido con Sporting Cristal que logró su primer triunfo y comenzó una racha de victorias y empates que le permitían permanecer en primera e incluso pelear por el título. Al final de la temporada de 1958, Mariscal Castilla llegó alcanzer el tercer puesto; un gran mérito para un equipo chico.
En 1959 tuvo una campaña regular, que le permitió aferrarse a primera división. Finalmente en 1960 descendió a segunda división. En la segunda división de 1961 por falta de inversión al equipo, realizó una campaña pésima lo que ocasionó descender y ya en la Liga de Lima, en 1967 vendió la categoría al Seguro Social.

## Actualidad
Desde 1968 a la fecha, el club Mariscal Castilla no viene compitiendo en la Liga Distrital del Rímac. Los ex-dirigentes, jugadores y simpantizantes del club, están en proceso de restaurar la operatividad de la institución. 
Cabe señalar que existe otro equipo en la Liga del Rímac con el nombre Club Unión Deportivo Mariscal Castilla. Sin embargo, este equipo no tiene vínculos con el histórico a pesar de tener un nombre similar. 

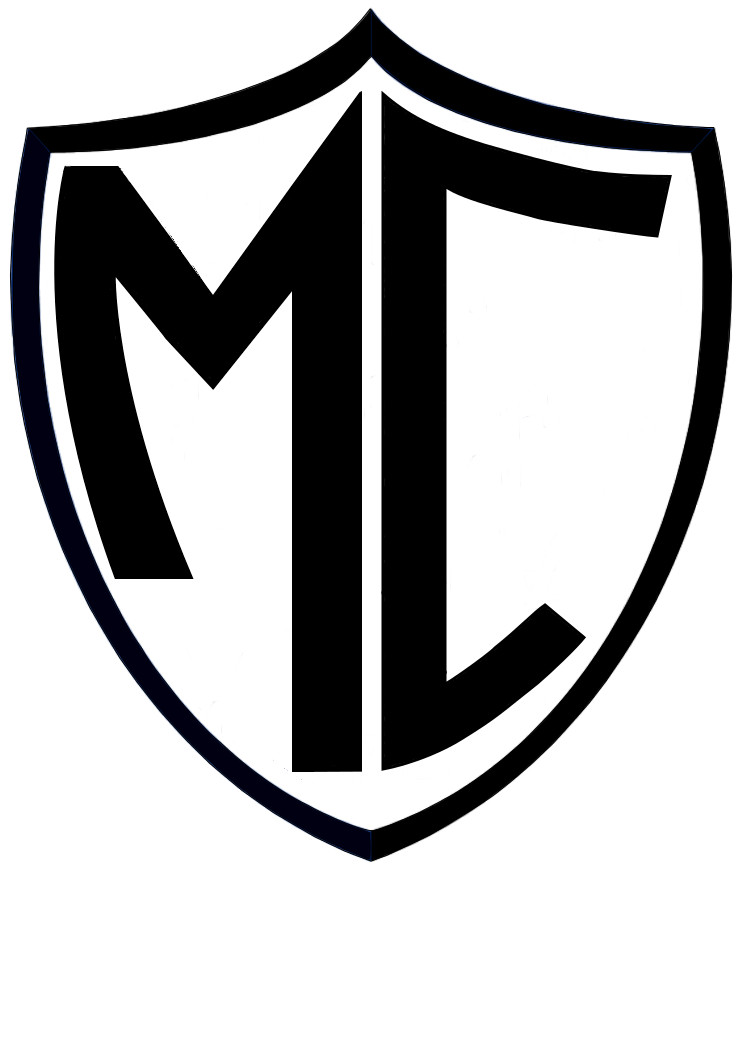
Escudo o emblema del antiguo Club Mariscal castilla del Rímac en lima Perú

## Uniforme
- Uniforme titular: Camiseta verde, pantalón blanco, medias verdes.
- Uniforme alternativo: Camiseta verde, pantalón blanco, medias blancas.

## Evolución Indumentaria 1950 al 1967

#### Uniforme Titular
| Titular 1 | Titular 2 | Titular 3 | Titular 4 | Titular 5 | Titular 6 | Titular 7 | Titular 8 |  |

#### Uniforme Alterno
| Alterno 1 | Alterno 2 | Alterno 3 | Alterno 4 | Alterno 5 | Alterno 6 | Alterno 7 | Alterno 8 |  |

## D.T.
- Pedro Valdivieso
- Adelfo Magallanes

## Jugadores
| - Alberto Gallardo - Valeriano López - Juan de La Vega - Daniel Ruiz - Arturo Fernández - Javier Lovera - F. Sono. - O. Espinoza. - A. Peñaranda. - C. Urrutia. - Pedro Lobatón | - Lazón. - Lozada - Santiago Caycho - Raúl Pini - Dardo Acuña - Rodolfo Guzmán - Rolando Rodrich - Elías Facusse - Eduardo Bernedo. - Santos Guerrero. - Dardo Acuña. |

## Rivalidades
Su rivalidad en el Clásico de Mariscales con Mariscal Sucre. En el Duelo Rimense con el Sporting Cristal.

## Datos del club
- Temporadas en Primera División: 3 (1958 - 1960).
- Temporadas en Segunda División: 2 (1957, 1961).

- Mayor Goleada Realizada:
  - Mariscal Castilla 9:3 Association Chorrillos  (1957)

- Mayor Goleada Recibida:
  - Mariscal Castilla 2:8 Unión América (1961)

## Palmarés

### Torneos nacionales
- Segunda División Peruana (1): 1957.

### Torneos regionales
- Liga de Lima (2): 1955, 1956.[1]

## Nota de Clubes No Relacionados
A la fecha, existen varios clubes con denominación similar al club histórico. Sin embargo, son instituciones deportivas diferentes. El caso más conocido es de la Asociación Deportiva Mariscal Castilla de Villa Sol (comúnmente llamado Mariscal Castilla) que participa en la segunda división distrital de Los Olivos. Luego, el Club Deportivo Cultural y Social Mariscal Castilla de Pacora, Lambayeque. Otro caso conocido es el Club Deportivo Mariscal Castilla de Pisco. El caso siguiente tenemos al Club Deportivo Mariscal Castilla de Jancos Alto, de Cajamarca. Luego el Club Deportivo Mariscal Castilla de Casa Grande. El Defensor Castilla de Monsefú, Club Ramón Castilla de Lurín y Club Ramón Castilla de Huanchaco. Finalmente tenemos la Academia Unión Castilla del Rímac.